# Gendarmerie d'Aurillac
La gendarmerie d'Aurillac est une ancienne gendarmerie située sur la commune d'Aurillac, dans le département français du Cantal en région Auvergne-Rhône-Alpes.

## Historique
En 1846, il a été décidé de construire un ensemble regroupant un palais de justice, une gendarmerie et une maison d'arrêt, en raison de l'obsolescence des locaux précédemment utilisés. Un premier projet a été présenté en 1847, suivi d'un second en 1849 par Théophile Carriat, l'architecte responsable du service des bâtiments du Cantal. Érigés entre 1850 et 1855, les bâtiments de la gendarmerie et de la prison s'inscrivent dans la tradition classique des XVIIe et XVIIIe siècles.

## Description
Les trois bâtiments sont disposés dans un agencement rectangulaire, la gendarmerie et la prison formant chacune une aile du palais. Un jardin s'étend le long des façades principales, clos par un muret surmonté d'une grille. Le portique se détache en saillie sur la façade. La cour de la gendarmerie est entourée de divers bâtiments de service, d'habitation et utilitaires.

## Protection
Les façades et les toitures sont inscrites au titre des monuments historiques par arrêté du 4 mai 1984.